# Daniel King (żużlowiec)
Daniel Robert King, także Danny King (ur. 14 sierpnia 1986 w Maidstone) – brytyjski żużlowiec.

## Życiorys
Sport żużlowy uprawia od 2001 r. Reprezentował kluby Peterborough Panthers, Swindon Robins, Arena Essex Hammers, Reading Racers, Mildenhall Fen Tigers, Ipswich Witches, Rye House Rockets, Peterborough Panthers oraz Birmingham Brummies. W Polsce reprezentował barwy klubów: KM Ostrów Wielkopolski (2007–2009), PSŻ Poznań (2010), GTŻ Grudziądz (2011) oraz Orzeł Łódź (2013). Uczestnik World Games 2017.

## Starty w Grand Prix (Indywidualnych Mistrzostwach Świata na Żużlu)

### Punkty w poszczególnych zawodachGrand Prix
| Sezon 2016          |                      |                    |                  |                                |                      |                                 |                      |                       |                   |                          |         |         |         |         |         |         |         |         |         |         |         |         |         |         |        |        |        |        |        |        |        |        |        |        |        |        |        |        |
| GP Słowenii – Krško | GP Polski – Warszawa | GP Danii – Horsens | GP Czech – Praga | GP Wielkiej Brytanii – Cardiff | GP Szwecji – Målilla | GP Polski – Gorzów Wielkopolski | GP Niemiec – Teterow | GP Sztokholmu – Solna | GP Polski – Toruń | GP Australii – Melbourne | miejsce | miejsce | miejsce | miejsce | miejsce | miejsce | miejsce | miejsce | miejsce | miejsce | miejsce | miejsce | miejsce | miejsce | punkty | punkty | punkty | punkty | punkty | punkty | punkty | punkty | punkty | punkty | punkty | punkty | punkty | punkty |
| –                   | –                    | –                  | –                | 7                              | –                    | –                               | –                    | –                     | –                 | –                        | 20      | 20      | 20      | 20      | 20      | 20      | 20      | 20      | 20      | 20      | 20      | 20      | 20      | 20      | 7      | 7      | 7      | 7      | 7      | 7      | 7      | 7      | 7      | 7      | 7      | 7      | 7      | 7      |

| Statystyki        | Statystyki |
| ----------------- | ---------- |
| Starty            | 1          |
| Zwycięstwa        | 0          |
| Miejsca na podium | 0          |
| Finalista         | 0          |
| Punkty            | 7          |

## Osiągnięcia
- Indywidualne Mistrzostwa Świata Juniorów U-21
  - 2005 -  Wiener Neustadt - 15. miejsce (4 punktów)
  - 2007 -  Terenzano - 9. miejsce (3 punktów)

- Drużynowe Mistrzostwa Świata Juniorów na Żużlu U-21:
  - 2007 -  Abensberg - srebrny medal (5 punktów)